# Werner Kindler
Werner Kindler (* 12. Januar 1895 in Gersdorf, Königreich Sachsen; † 8. Oktober 1976 in Heidelberg) war ein deutscher HNO-Arzt und Hochschullehrer.

## Leben
Kindlers Eltern waren der HNO-Arzt Fritz Kindler und seine Frau Frieda, geb. Brauer. Ab 1913 studierte er an der Albert-Ludwigs-Universität Freiburg und der Philipps-Universität Marburg Vorklinik. Am 15. Juli 1917 wurde er im Corps Hasso-Nassovia recipiert. Da er von September 1914 bis Mai 1919 am Ersten Weltkrieg teilnahm, konnte er erst im April 1919 ins Physikum gehen. 

### Ausbildung
Für das klinische Studium wechselte er von Marburg an die neue Medizinische Akademie Düsseldorf, an der er nach Zwischensemestern im Oktober 1920 das medizinische Staatsexamen bestand. Medizinalpraktikant war er 1920/21 an den Städtischen Krankenanstalten, die zum universitären Klinikum der Medizinischen Akademie Düsseldorf wurden. Am 27. Januar 1921 wurde er von der Universität zu Köln zum Dr. med. promoviert. Am 1. Mai 1921 als Arzt approbiert, fand er die erste Assistenzarztstelle am Evangelischen Krankenhaus Düsseldorf. Die Fachausbildung in Hals-Nasen-Ohren-Heilkunde durchlief er ab 1923 bei Johannes Zange am LKH-Universitätsklinikum Graz. Er erhielt 1925 die österreichische Approbation und habilitierte sich 1928 für Oto-Rhino-Laryngologie.

### Solingen
Von 1930 bis 1944 war er Chefarzt an den Städtischen Krankenanstalten Solingen. 1931 heiratete er Ruth Fischer (1910–1944). Den 1935 ergangenen Ruf der Sun-Yat-sen-Universität (Guangdong) an die Militärärztliche Akademie lehnte er ab. Am 30. Dezember 1936 erfolgte die Umhabilitation an die Universität zu Köln. Sie ernannte ihn 1938 zum nichtbeamteten a.o. Professor und 1939 zum apl. Professor. Von August 1939 bis Mai 1945 diente er bei der Wehrmacht. In Innsbruck war er an der Deutschen Alpenuniversität seit dem 1. April 1944 planmäßiger a.o. Professor und Direktor  der HNO-Klinik. Am 30. Juni 1945 wurde er als Reichsdeutscher aus Österreich ausgewiesen. In der Nachkriegszeit in Deutschland war er 1946–1948 niedergelassener HNO-Arzt in Solingen. Den 1948 ergangenen Ruf der Ernst-Moritz-Arndt-Universität Greifswald lehnte er ab. 

### Berlin
Die Freie Universität Berlin berief ihn zum 1. Juli 1949 als o. Professor und Chefarzt an das Städtische Krankenhaus Westend. Seit fünf Jahren verwitwet, heiratete er im selben Jahr Fritzi Emich (1901–2002). Sie war Tochter von Friedrich Emich, Chemieprofessor an der TH Graz. Er betrieb den Umbau und die Erweiterung der Klinik. Es entstanden eine kleine Poliklinik, eine erweiterte Operationsabteilung und einige Laborräume. Ein Schüler war damals Hans-Jürgen Nickol, der 1969–1988 Chef in Altona war.

### Heidelberg
Zum 24. Juni 1954 folgte er dem Ruf der Ruprecht-Karls-Universität Heidelberg auf ihren Lehrstuhl für Hals-Nasen-Ohren-Heilkunde. Er erreichte eine Modernisierung des alten Klinikbaus mit neuem Hörsaal, neuer Bibliothek, neuen Laboratorien und einer Erweiterung der OP-Abteilung. Eingerichtet wurde auch ein Ambulatorium für Stimm- und Sprachkranke. Die Klinik verfügte schließlich über 130 Krankenbetten. Kindlers Publikationen befassen sich überwiegend mit klinischen Themen (Liquordiagnostik, Nasenbluten, Frühdiagnostik der Malignome). 1958/59 war er Dekan der Medizinischen Fakultät. Am 31. März 1963 emeritiert, vertrat er seinen Lehrstuhl vom 1. April 1963 bis zum 31. Juli 1965. Bei seinem Ausscheiden wurde er für sein Lebenswerk und die jahrzehntelangen Bemühungen um internationale Kontakte mit dem Großen Bundesverdienstkreuz geehrt. Er starb kinderlos mit 81 Jahren. Nach der Kremierung wurde die Urne in Graz beigesetzt.

## Ehrungen
- Mitglied des Collegium Oto-Rhino-Laryngologicum Amicitiae Sacrum (1952)
- Korrespondierendes Mitglied der Französischen Gesellschaft für Oto-Rhino-Laryngologie (1955)
- Ehrenmitglied der Oto-Laryngologischen Gesellschaft zu Berlin (1955)
- Ehrenmitglied der Deutschen Gesellschaft für Hals-Nasen-Ohren-Heilkunde[9]
- Ehrenmitglied der Österreichischen Oto-Laryngologischen Gesellschaft (1962)
- Verdienstorden der Bundesrepublik Deutschland, Großes Bundesverdienstkreuz (1965)

## Werke
- mit Brigitte Krebs und Georg Homm: Die Geschichte der Oto-Rhino-Laryngologie in Berlin. Thieme, Stuttgart 1956.
- Rhino-Laryngologie. Wien 1958.